# Cherry, Harry & Raquel!
Cherry, Harry & Raquel! és una pel·lícula d'acció softcore i sexplotació estatunidenca del 1969 produïda i dirigida per Russ Meyer.
Després de l'èxit de Vixen! (1968), la pel·lícula destaca per la primera aparició de l'actor (i habitual de Meyer) Charles Napier interpretant a Harry Thompson, un xèrif de la frontera de Califòrnia i contrabandista de marihuana que farà una reaparició a Supervixens de 1975.
L'escena de nu de Napier amb Larissa Ely, on corren al desert, és el primer exemple de nuesa masculina frontal completa en una pel·lícula de Meyer. L'aparició d'un penis en una pel·lícula l'any 1969 encara era una novetat, i l'Associated Press va informar-ne després que la pel·lícula es va estrenar i es va convertir en un èxit.
Uschi Digard, que també va fer aparicions freqüents a les pel·lícules de Meyer, va ser elegida com la musa nua del personatge Apache. Aquest dispositiu argumental es va mostrar en escenes tallades que normalment portaven només un tocat apatxe després que l'actriu principal abandonés el rodatge abans d'hora i es necessitaven 20 minuts de metratge per completar la pel·lícula.

## Argument
La pel·lícula comença amb una narració monòtona sobre el mal desenvolupat per la marihuana a la societat moderna i la necessitat de vigilància per aturar les accions dels "traficants" i els "contrabandistes".
En Harry, un xèrif fronterer d'un petit poble, viu al lloc d'una mina de plata desapareguda amb la seva xicota Cherry, una anglesa que treballa com a infermera. La rossa Raquel és escriptora i treballa per agradar sexualment als homes del lloc perquè en gaudeixin. Cherry i Raquel estan intrigades en conèixer-se, però en Harry impedeix aquesta trobada ja que sent que la idea de dues dones tenint relacions sexuals és "anti-americana".
En Harry i el seu soci mexicanoamericà Enrique, treballen per al polític local Sr. Franklin, en una operació en la qual desvien marihuana per la frontera. El Sr. Franklin informa en Harry que el seu soci "Apache" s'ha posat en negoci per ell mateix i ha de ser assassinat. En Harry convoca a l'Enrique, que està al llit amb la Raquel, i se'n van al desert a buscar Apache per dur a terme el seu pla. Fallen i Apache s'escapa i aconsegueix robar el jeep d'en Harry.
Frustrat per fracassos repetits per matar Apache, el Sr. Franklin truca en Harry per dir-li que està trigant massa i que ara també cal matar Enrique perquè en sap massa. Van preparar l'Enrique per lliurar droga a la mina on en Harry el matarà. De camí cap a la mina, però, l'Apache mata l'Enrique al desert, atropellant-lo brutalment amb el jeep d'en Harry. Quan la Raquel arriba a l'hospital on s'allotja el senyor Franklin per atendre'l sexualment, descobreix que també ha estat assassinat per Apache.
La Raquel es troba a l'hospital recuperant-se del xoc de trobar el senyor Franklin mort. La seva infermera de cura assignada resulta ser Cherry. Quan Cherry entra a la seva habitació per fer tasques d'infermeria, la Raquel treu un petit estoig que conté cigarrets de marihuana. Comparteixen un parell d'experiències, després ballen nurs juntrs i tenen una experiència sexual.
Mentrestant, en Harry està sol a la mina, encara esperant l'Enrique. Apache apareix, conduint el jeep d'en Harry i burlant-se d'ell amb la botzina. En Harry surt disparant i intercanvien diversos trets. Finalment, després d'haver rebut diversos trets, en Harry cau mort i Apache cau mort a sobre d'ell mentre Cherry i Raquel continuen mantenint relacions sexuals a l'hospital.

## Repartiment
- Charles Napier com a Harry
- Linda Ashton com a Cherry
- Larissa Ely com a Raquel
- Frank Bolger com el Sr. Franklin
- Bert Santos com a Enrique
- Uschi Digard com a Soul
- Robert Aiken com a Tom
- Michaelani com el Dr. Lee
- Michelle Grand com Millie
- John Milo com a Apache

## Producció
Roger Ebert va afirmar que un cop finalitzada la filmació, el laboratori De Luxe color va destruir inadvertidament una quarta part del metratge de Meyer, requerint que Meyer rodés noves escenes. Va contractar Uschi per aparèixer en algunes imatges noves com a índia i tallar-les amb les imatges existents. Segons Ebert, "El resultat és que el públic ni tan sols s'adona que falta res; una anàlisi detallada podria revelar alguns buits cavernosos a la trama, i és una mica difícil esbrinar exactament com (o si) tots els personatges ho saben entre si, però les escenes subjectives de Meyer són tan inventives i el seu muntatge tan segur que simplement arrossega el públic amb ell. Cherry, Harry and Raquel és possiblement l'única pel·lícula narrativa que s'ha fet mai sense narració."
Meyer va negar que el laboratori hagués perdut imatges, però va admetre haver rodat noves seqüències. Va recordar que "una de les principals dames no podia suportar els rigors de Panamint Valley [la ubicació de la pel·lícula]. Tenia un parell de pomeranis, i els tancava a dins tot el dia, i simplement devastaven l'habitació. Teníem un autèntic propietari d'un hotel, que estava borratxo tot el temps, com Chill Wills, només més gros, i cridava pels seus "maleïts gossos". La va ofendre tant, la mateixa idea que aquest home s'oposés a que els seus gossos fessin servir la catifa. Finalment, uns nou dies abans d'acabar, va dir: "Ja he acabat. Me'n vaig a casa.'"
La pel·lícula es va haver de tornar a rodar. "La foto és millor perquè se n'ha anat", va dir Meyer. "Havíem d'aconseguir un altre final. Ella se'n va anar i no la vam veure mai més."

## Recepció
L'any 1980, Meyer va dir: "La pel·lícula és la pel·lícula més reeixida que tinc a la televisió per cable o a la visió d'hotels perquè mai no has d'entrar al principi. No importa. Podria ser un bucle."

### Crítics
El New York Times la va anomenar "una pel·lícula podrida. La seva història... sagna cap a les vores com un pijama vermell que es renta per primera vegada... No obstant això, el cel·luloide fa pudor de dura vitalitat."
The Lost Angeles Times la va considerar "força divertida".